# Marathon van Berlijn 1977
De marathon van Berlijn 1977 werd gelopen op zondag 10 september 1977. Het was de vierde editie van deze marathon. Van de 293 ingeschreven marathonlopers uit vijf landen kwamen er 230 over de finish. In totaal finishten er elf vrouwen. 
De Brit Norman Wilson kwam bij de mannen als eerste over de finish in 2:16.20,7. De Duitse Angelika Brandt won de wedstrijd bij de vrouwen in 3:10.26,8.
Parallel aan deze wedstrijd was er ook een Duits kampioenschap op de marathon voor atleten met de Duitse nationaliteit, of atleten die zich permanent hadden gevestigd in Duitsland. Deze wedstrijd ging een uur later van start. De nationale titels werden gewonnen door respectievelijk Günter Mielke bij de mannen in 2:15.18,3 en Christa Vahlensieck bij de vrouwen in een wereldrecordtijd van 2:34.47,5.

## Uitslagen

### Mannen
| rang   | naam             | land | tijd      |
| ------ | ---------------- | ---- | --------- |
| Goud   | Norman Wilson    | ENG  | 2:16.20,7 |
| Zilver | Michael Hurd     | ENG  | 2:17.02,8 |
| Brons  | George Edgington | ENG  | 2:19.10,5 |
| 4      | Tom Fleming      | USA  | 2:20.27   |

### Vrouwen
| rang   | naam            | land | tijd      |
| ------ | --------------- | ---- | --------- |
| Goud   | Angelika Brandt | GER  | 3:10.26,8 |
| Zilver | Ingrid Winter   | GER  | 3:50.42,2 |
| Brons  | Ingrid Stöbe    | GER  | 3:54.11,0 |

1974 ·
1975 ·
1976 ·
1977 ·
1978 ·
1979 ·
1980 ·
1981 ·
1982 ·
1983 ·
1984 ·
1985 ·
1986 ·
1987 ·
1988 ·
1989 ·
1990 ·
1991 ·
1992 ·
1993 ·
1994 ·
1995 ·
1996 ·
1997 ·
1998 ·
1999 ·
2000 ·
2001 ·
2002 ·
2003 ·
2004 ·
2005 ·
2006 ·
2007 ·
2008 ·
2009 ·
2010 ·
2011 ·
2012 ·
2013 ·
2014 ·
2015 ·
2016 ·
2017 ·
2018